# Wade Hampton
Wade Hampton é uma Região censo-designada localizada no estado norte-americano da Carolina do Sul, no Condado de Greenville.

## Demografia
Segundo o censo norte-americano de 2000, a sua população era de 20.458 habitantes.

## Geografia
De acordo com o United States Census Bureau tem uma área de 22,8 km², dos quais 22,7 km² cobertos por terra e 0,1 km² cobertos por água.

## Localidades na vizinhança
O diagrama seguinte representa as localidades num raio de 12 km ao redor de Wade Hampton.